# جایزه بزرگ سان مارینو ۱۹۸۲
جایزه بزرگ سان مارینو ۱۹۸۲ (انگلیسی: ‎1982 San Marino Grand Prix‎)، که به‌طور رسمی با نام دومین جایزه بزرگ سان مارینو شناخته می‌شود، یک مسابقهٔ موتوری در رشتهٔ اتومبیل‌رانی فرمول یک بود که در تاریخ ۲۵ آوریل ۱۹۸۲ در پیست اتومبیل‌رانی دینو فراری واقع در ایمولا، امیلیا-رومانیا، ایتالیا برگزار شد. این گراند پری در میان ۱۶ گراند پری در فصل ۱۹۸۲، مسابقهٔ شمارهٔ ۴ بود.
در این مسابقه که در ۶۰ دور و به مسافت ۳۰۲٫۴۰۰ کیلومتر (۱۸۷٫۹۰۳ مایل) برگزار شد، پول پوزیشن توسط رنه آرنوکس کسب شد و سریع‌ترین زمان برای طی یک دور پیست که برابر با ۱:۳۵٫۰۳۶ بود نیز توسط دیدیه پرونی به ثبت رسید.
دیدیه پرونی از تیم فراری، ژیل ویلنوو از تیم فراری و میشل آلبورتو از تیم تایرل-فورد به‌ترتیب مقام‌های اول تا سوم مسابقه را کسب کردند.

## رده‌بندی قهرمانی پس از مسابقه
| جایگاه | راننده       | امتیاز |
| ------ | ------------ | ------ |
| ۱      | آلن پروست    | ۱۸     |
| ۲      | نیکی لائودا  | ۱۲     |
| ۳      | دیدیه پرونی  | ۱۰     |
| ۴      | میشل آلبورتو | ۱۰     |
| ۵      | ککه روسبرگ   | ۸      |
| منبع:  |              |        |

| جایگاه | سازنده       | امتیاز |
| ------ | ------------ | ------ |
| ۱      | رنو          | ۲۲     |
| ۲      | مک‌لارن-فورد  | ۲۰     |
| ۳      | فراری        | ۱۶     |
| ۴      | ویلیامز-فورد | ۱۴     |
| ۵      | تایرل-فورد   | ۱۰     |
| منبع:  |              |        |

یادداشت
- تنها پنج جایگاه نخست از هر رده‌بندی نمایش داده شده است.